# المعتمد بن عباد (مسلسل)
المعتمد بن عباد مسلسل تاريخي، تدور أحداثه في زمن ملوك الطوائف الأندلسية، وتتمحور حول شخصية المعتمد بن عباد، ملك أشبيلية وأعظم ملوك الطوائف في عصره، وحياته الحافلة بالمواقف المؤثرة نتيجة تضارب أبعادها واتجاهاتها وتناقض مواقفها، ونهايته المأساوية.

## الملخص
يتحدث العمل عن حقبة من أكثر حقب التاريخ العربي الإسلامي تميزاً وأشدها اضطراباً كانت ذات تأثير واسع وعميق على مجمل المسار التاريخي. إنها الفترة العاصفة من تاريخ الأندلس التي أسفرت عن تفتت دولة الأندلس الواحدة القوية إلى ممالك ودويلات متصارعة متناحرة فيما بينها تكيد كل منها للأخرى ما أعطى للإسبان فرصة الانقضاض عليها فيما سمي حروب الاسترداد التي مهدت فيما بعد للحروب الصليبية في المشرق.